# Michałówek (powiat warszawski zachodni)
Michałówek – wieś w Polsce położona w województwie mazowieckim, w powiecie warszawskim zachodnim, w gminie Ożarów Mazowiecki. Ma status sołectwa.
W latach 1975–1998 miejscowość należała administracyjnie do województwa warszawskiego.
Według stanu w 2021 sołectwo liczyło 62 mieszkańców.